# Туржанский, Виктор
Ви́ктор Туржа́нский (англ. Victor Tourjansky, имя при рождении — Вячесла́в Константи́нович Туржа́нский; 4 марта 1891, Киев — 13 августа 1976, Мюнхен) — русский кинорежиссёр, сценарист, актёр. Работал в России, Великобритании, Германии, Испании, Италии, Франции и США.

## Биография
Вячеслав Туржанский родился в семье художника. В 1911 году приехал в Москву, учился актёрскому мастерству у Станиславского (1-я студия МХТ), с 1912 года снимался в кино. В 1914 году дебютировал в качестве режиссёра. Его первые фильмы вызвали у прессы иронию:

«По трупам к счастью», «И ждёт она суда нечеловеческого», «Загробная скиталица», «Сын страны, где царство мрака» и т. д. — все эти страшные названия никого не испугают и не привлекут <…> если барабан издаёт громкий звук, то внутри он совершенно пуст.— Пегас, 1916, № 5, с. 77
У фильма «Любовь, широкую, как море, вместить не могут жизни берега» (1916) Вениамин Вишневский отметил «шаблонный сюжет и интересную режиссёрскую работу».
В 1917—1918 годах Туржанский снял около двадцати фильмов. У прессы они вызвали в основном негативные отзывы. Основной актрисой Туржанского стала Ольга Бакланова, с участием которой он снял более десяти фильмов.
До наших дней сохранилось пять фильмов Туржанского, из них полностью «Иди за мной» (1917), «Позор дома Орловых» (1918), «Бал господень» (1918), а частично — «Покупатели души и тела» (1917), «Грех и искупление» (1919).
В 1917 году после Октябрьской революции Туржанский переехал в Ялту. В феврале 1920 года на греческом товарном судне «Пантера» вместе с женой актрисой Натальей Кованько и другими сотрудниками кинопредприятия «Товарищество И. Ермольева» покинул Россию и обосновался в Париже. Он сменил своё имя на более лёгкое для французского произношения и как Виктор Туржанский до 1925 года снял при сотрудничестве с продюсерами Иосифом Ермольевым, Александром Каменкой и Ноем Блохом одиннадцать фильмов. В 1927 году выступил ассистентом Абеля Ганса на крупномасштабном фильме «Наполеон». В 1926 году поставил франко-германский фильм «Курьер царя» по роману Жюля Верна «Михаил Строгов». В 1928—1929 годах снял два фильма в Германии: «Волга-Волга» и «Манолеску». До 1937 года работал также во Франции, Великобритании и США.
В 1936 году снял на немецкой студии «УФА» приключенческий фильм «Город Анатоль», а с 1938 года постоянно работал в Германии. На студиях УФА и «Бавария» ставил не только развлекательные, но и пропагандистские фильмы: «Тайный знак ЛБ 17» (1938), «Губернатор» (1939), «Враги» (1940).
После Второй мировой войны успешно продолжил свою карьеру в Западной Германии. С 1958 года работал преимущественно во Франции и Италии.

## Фильмография

### В России (под именемВячеслав Туржанский)
- 1912 Трагедия перепроизводства (актёр)
- 1912 Страшная месть (актер)
- 1913 Горе Сарры (актёр)
- 1913 Обрыв (актёр)
- 1913 Братья (актёр)
- 1913 За дверями гостиной (актёр)
- 1914 Симфония любви и смерти (режиссёр)
- 1915 Сын страны, где царство мрака (режиссёр, актёр)
- 1915 Сказка моря (режиссёр)
- 1915 Поймет, кто любит (режиссёр, актёр)
- 1915 По трупам к счастью (режиссёр, актёр)
- 1915 Любовь под маской (актёр)
- 1915 Как Кубышкин стал киноактером (режиссёр)
- 1915 Братья Карамазовы (автор сценария и режиссёр)
- 1915 Великий Магараз (режиссёр, актёр)
- 1915 Женщина-вампир (режиссёр, актёр)
- 1916 Любовь, широкую, как море, вместить не могут жизни берега (режиссёр)
- 1917 Иветта (режиссёр)
- 1917 Праздник ночи (режиссёр)
- 1917 Остров забвенья (режиссёр, актёр)
- 1918 Сурогаты любви (автор сценария, режиссёр, актёр)
- 1918 Скерцо дьявола (режиссёр)
- 1918 Рай без Адама (режиссёр)
- 1918 Обманутая Ева (режиссёр)
- 1918 Бал Господен (автор сценария, режиссёр)
- 1919 Оброненная мечта (режиссёр)
- 1919 Грехи и искупление (режиссёр, актёр)

### Во Франции
- 1921 Распоряжение / L’ordonnance (режиссёр)
- 1921 Сказки тысячи и одной ночи / Les contes de mille et une nuits (режиссёр)
- 1922 Пятнадцатый прелюд Шопена / Le quinzième prélude de Chopin (режиссёр)
- 1922 Дикие девушки / La fille sauvage (актёр)
- 1922 Карнавальная ночь / Nuit de carnaval (режиссёр, актёр)
- 1922 Ответ / La riposte (режиссёр)
- 1923 Песнь торжествующей любви / Le chant de l’amour triomphant (режиссёр)
- 1923 Голгофа любви / Calvaire d’amour (автор сценария и режиссёр)
- 1924 Женщина в маске / La dame masquée (режиссёр)
- 1924 Эта свинья Морен / Ce cochon de Morin (по Мопассану, автор сценария и режиссёр)
- 1925 Элегантный князь / Le prince charmant (режиссёр)

### Международные постановки
- 1926 Курьер царя/Михаил Строгов / Der Kurier des Zaren/Michel Strogoff (Германия/Франция, автор сценария и режиссёр)
- 1927 Наполеон / Napoleon (Франция, ассистент Абеля Ганса)
- 1928 Волга-Волга / Wolga Wolga (Германия, режиссёр)
- 1928 Искатель приключений / The Adventurer (США, режиссёр)
- 1928 Буря / Tempest (США, режиссёр совместно с Сэмом Тейлором и Льюисом Майлстойном)
- 1929 Манолеску — король авантюристов / Manolescu — Der König der Hochstapler (Германия, режиссёр)
- 1931 Герцог Рейхсштадский / Der Herzog von Reichstadt (Франция, режиссёр)
- 1931 Певец неизвестен / Le chanteur inconnu (Франция, автор сценария и режиссёр)
- 1931 Эглон / L’aiglon (Франция, режиссёр)
- 1932 Студенческая гостиница / Hôtel des étudiants (Франция, режиссёр)
- 1933 Распоряжение / L’ordonnance (Франция, автор сценария, режиссёр)
- 1933 Битва / La bataille / The Battle (Франция/Великобритания, режиссёр совместно с Николасом Фаркашем)
- 1934 Волга в пламени / Volga en flammes (Франция/Чехословакия, автор сценария, режиссёр)
- 1935 Весь мир вращается вокруг любви / Die ganze Welt dreht sich um Liebe (Германия, режиссёр)
- 1935 Очи чёрные / Les yeux noirs (Франция, автор сценария, режиссёр)
- 1936 Город Анатоль / Stadt Anatol (Германия, режиссёр)
- 1936 Фонтаны в огне / Puits en flammes (Франция, режиссёр)
- 1936 Страх / La peur (Франция, режиссёр)
- 1937 Ностальгия / Nostalgie (Франция, режиссёр)
- 1937 Ложь Нины Петровны / Le mensonge de Nina Petrovna (Франция, режиссёр)

### В Германии (1938—1944)
- 1938 Отзвучавшая мелодия / Verklungene Melodie (режиссёр)
- 1938 Тайный знак ЛБ 17 / Geheimzeichen LB 17 (режиссёр)
- 1938 Чернобурка / Der Blaufuchs (режиссёр)
- 1939 Женщина, как ты / Eine Frau wie du (режиссёр)
- 1939 Губернатор / Der Gouverneur (режиссёр)
- 1940 Целомудренная возлюбленная / Die keusche Geliebte (режиссёр)
- 1940 Враги / Feinde (автор сценария и режиссёр)
- 1941 Иллюзия / Illusion (автор сценария и режиссёр)
- 1942 Золотой мост / Die goldene Brücke (режиссёр)
- 1943 Тонелли / Tonelli (автор сценария и режиссёр)
- 1943 Любовные истории / Liebesgeschichten (режиссёр)
- 1944 Восточный экспресс / Orient-Express (автор сценария и режиссёр)
- 1945—1949 Вихрь любви / Liebeswirbel (закончен в 1949, автор сценария и режиссёр)

### Послевоенный период
- 1945 Солнце Монтекассино / Il sole di Montecassino (Италия, автор сценария)
- 1948 Если бы ты вышла за меня замуж / Si te hubieses casado conmigo (Испания, автор сценария и режиссёр)
- 1949 Голубая соломенная шляпа / Der blaue Strohhut (ФРГ, автор сценария и режиссёр)
- 1950 Мужчина, который хотел жить дважды / Der Mann, der zweimal leben wollte (ФРГ, режиссёр)
- 1950 Изгнанный дьяволом / Vom Teufel gejagt (ФРГ, режиссёр)
- 1951 Матерью быть очень тяжело / Mutter sein dagegen sehr (ФРГ, режиссёр)
- 1951 Сальто мортале / Salto Mortale (ФРГ, режиссёр)
- 1953 Брак на одну ночь / Ehe für eine Nacht (ФРГ, режиссёр)
- 1953 Арлетта покоряет Париж / Arlette erobert Paris (ФРГ, режиссёр)
- 1954 Рассвет / Morgengrauen (ФРГ, режиссёр)
- 1955 Остров мертвых / Die Toteninsel (ФРГ, автор сценария и режиссёр)
- 1955 Королевский вальс / Königswalzer (ФРГ, режиссёр)
- 1956 Тайна исповеди / Beichtgeheimnis (ФРГ, режиссёр)
- 1958 Венера из Херонеи / La venere di Cheronea (Италия/Франция, режиссёр)
- 1958 Бурлаки на Волге / I battellieri del Volga (Италия/ФРГ/Франция, автор сценария и режиссёр)
- 1958 Петербургские ночи / Petersburger Nächte (ФРГ, автор сценария)
- 1958 Сердце без пощады / Herz ohne Gnade (ФРГ, режиссёр)
- 1959 Ирод Великий / Erode il grande (Италия/Франция, автор сценария, режиссёр, продюсер)
- 1960 Казаки / I cosacchi (Италия/Испания/Франция) (автор сценария и режиссёр совместно с Джорджио Ривальтой)
- 1960 Жена фараонов / La donna dei faraoni (Италия, режиссёр совместно с Джорджио Ривальтой)
- 1961 Фредди и миллионер / Freddy und der Millionär (ФРГ/Италия, автор сценария)
- 1961 Триумф Михаила Строгова / Le Triomphe de Michel Strogoff (Франция/Италия, режиссёр)
- 1962 Королева для цезаря / Una regina per Cesare (Италия/Франция, режиссёр совместно с Пьеро Пьеротти)